# Manja Lehto
Manja Lehto, född 1947 i Nakkila, Finland, är en sverigefinsk lärare, språkvetare och naturvetare, som huvudsakligen varit verksam i Sverige.
Manja Lehto avlade en filosofie magisterexamen 1975 i Finland vid det svenskspråkiga universitetet Åbo Akademi med organisk kemi som huvudämne. Hon arbetade sedan med forskning vid Statens mjölkforskningscentrum i Jockis, Finland för att ta fram laktosfria mjölkprodukter. Senare tog hon tvåspråkig (finska/svenska) lärarexamen i Linköping. Hon läste finsk-ugriska språk vid Uppsala universitet och disputerade 1996 för filosofie doktorsgraden med en avhandling om ingermanlandsfinska dialekter i Finland, Sverige, Kanada och före detta Ingermanland och Komi‑republiken i Ryssland.
Manja Lehto har arbetat med undervisning i många länder, bland annat som vikarierande professor i finska vid universitetet i Tromsø, Norge och som universitetslektor i finska vid Lunds universitet 1999–2011 (tjänstledig sedan 2004). Hon var prefekt vid Finsk‑ugriska institutionen 1999–2001.
Manja Lehto bor numera i Uppsala och är aktiv i arbete med finskan i olika sammanhang.